# Климець
Климе́ць — село в Україні, у Стрийському районі Львівської області. Населення становить 342 особи. Орган місцевого самоврядування — Козівська сільська рада.

## Географія
Через село тече річка Климчанка, права притока Стрию. На північно-західній стороні від села потік Кременянка впадає у Стрий.

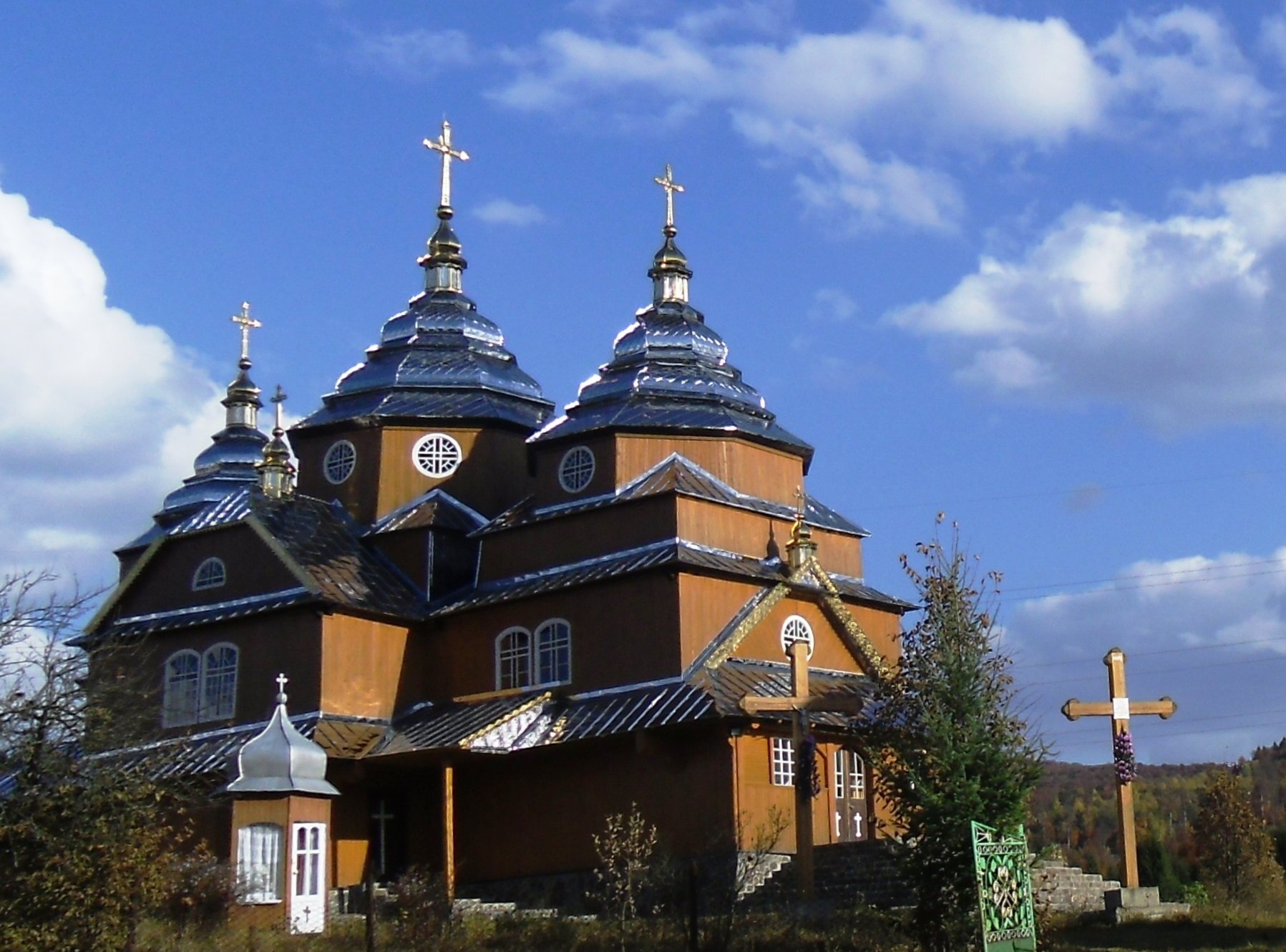
Церква Святої Євхаристії (дер, 1825). Климець.

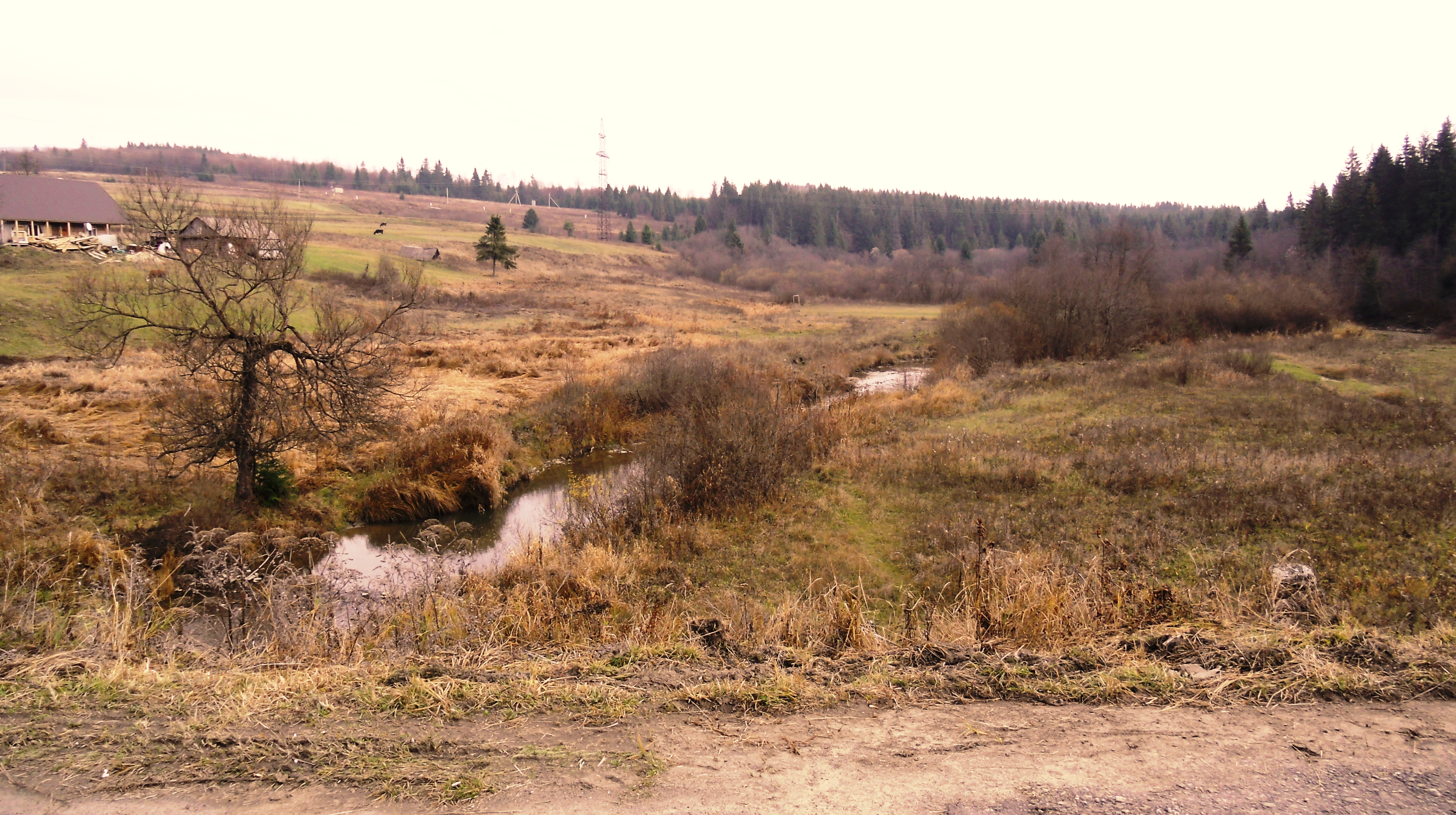
Ріка Стрий біля с. Климець.

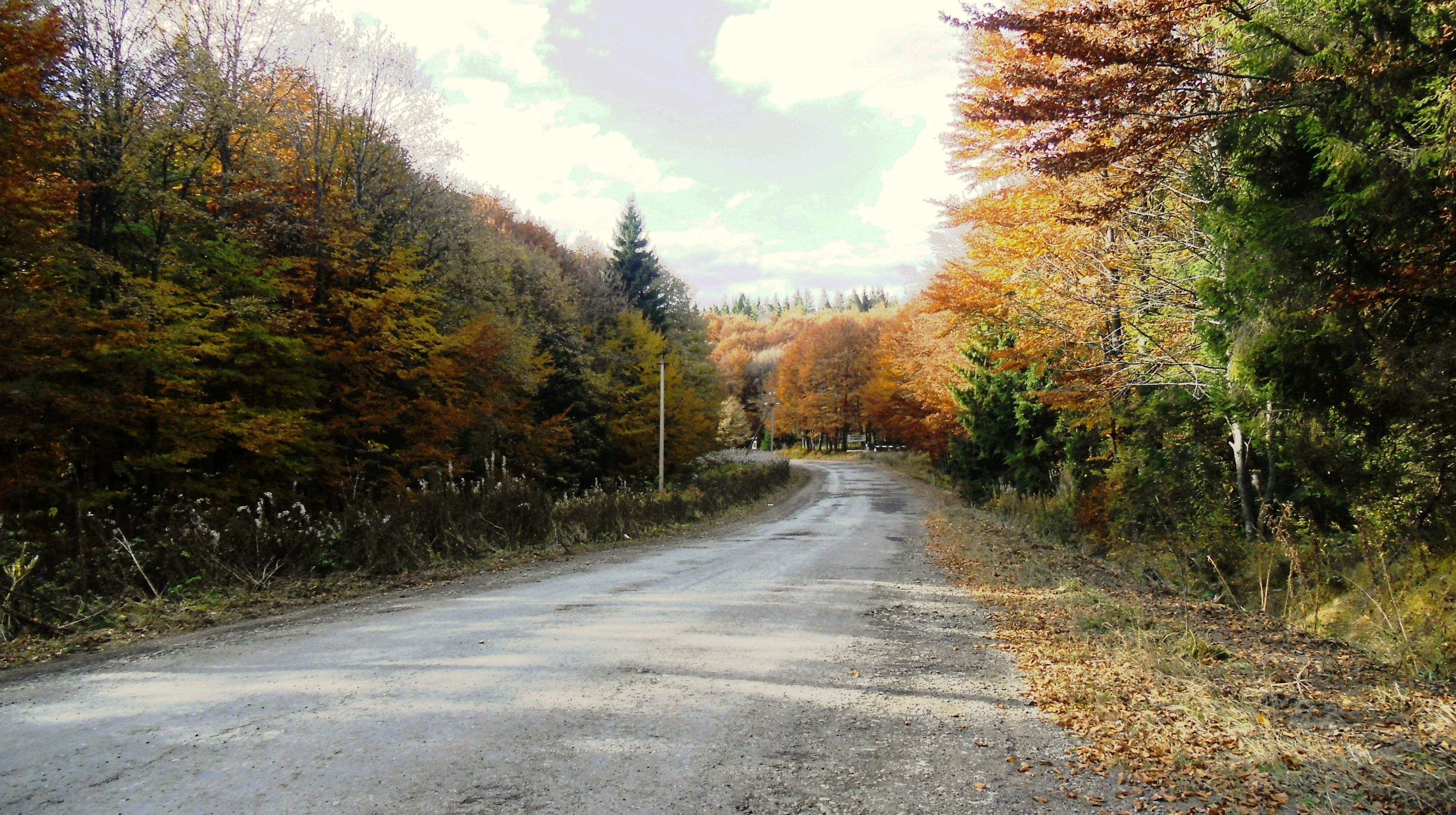
Гірська дорога при в'їзді в село Климець.

## Історія

### Легенда про заснування
Село знаходилося не на тому місці, де тепер. Його засновники оселилися в Жупанському потоці, кілька кілометрів на схід сонця. Воно якраз розлягалося в тому потоці, що сходив до другого села Жупани на клин. Дали тому селу ймення Клинець.
Розказували, що його заселяли Хром'яки, Гички,Салагании. Вони вирубували ліс, будували хати, робили на землі, пасли стада худоби, і з того жили.
Але одного разу сталося в них велике лихо: прийшла якась хороба, і люди мерли, як мухи. Думали, що всі перемруть. Лишився хіба один чоловік на ім'я Клим. Він то й став першим засідателем нового села. Від нього й рід розмножився, і село розбудувалося далеко геть від того першого поселення. Назвали село Климець на честь того чоловіка, що не дав пропасти усій громаді.

### Село під правлінням Відня
За австрійських часів на західній околиці села було засновано німецьку колонію Карлсдорф (нім. Karlsdorf), що існувала до початку Другої світової війни. Село перейменоване польською владою 24 травня 1939 року на Каролін (Karolin). Радянська влада вивезла німців до Вартеґау.
1843 року дідич Сможого, Кароль Шейф, фундував в Карлсдорфі поблизу Климця парафію РКЦ, яку 1861 року перенесли до Фелізенталю.
1845 року маєток в селі купив граф Станіслав Марцін Скарбек — фундатор теперішнього Національного академічного українського драматичного театру імені Марії Заньковецької (Львів).

## Населення
Згідно з переписом УРСР 1989 року чисельність наявного населення села становила 320 осіб, з яких 149 чоловіків та 171 жінка.
За переписом населення України 2001 року в селі мешкало 328 осіб.

### Мова
Розподіл населення за рідною мовою за даними перепису 2001 року:
| Мова       | Відсоток |
| ---------- | -------- |
| українська | 99,71 %  |
| російська  | 0,29 %   |

## Пам'ятки
Бузок угорський — ботанічна пам'ятка природи місцевого значення.